# HAYATO
HAYATO（はやと、2002年2月15日 - ）は、日本の男性キックボクサー。本名は蓑田 隼斗（みのだ はやと）。兵庫県明石市出身。CRAZY WOLF GYM所属、空手では士道館横山道場に属している。"天才空手家"横山剛・横山伸吾の愛弟子である。
殺傷能力の高い武器とアグレッシブなファイトスタイルでKO率も高く、現在はTATSUJIN日本フェザー級王者、MAキック日本ライト級王者にも輝いている。

## 来歴
2000年5月26日、山木ジム所属でプロデビュー。犬走健治（白竜ジム）に判定勝ち。
2003年4月1日、所属ジムのPHOENIXから独立しFUTURE_TRIBEを立ち上げたと同時に、リングネームを隼人からHAYATØに変更する（現在はHAYATO）。
2004年1月24日、六本木ヴェルファーレで行われたUKF（全世界キックボクシング連盟）世界スーパーウェルター級王者決定戦でジェレミー・ハーミンソン（アメリカ / 暫定王者）に3-0の判定勝ちを収め新王者になる。本来HAYATOはジョン・ブルーアーの持つ王座に挑戦する予定だったが、当のブルーアーが試合前にオクラホマ州で交通事故に遭い首を負傷し復帰の目処が立たなかったため、タイトルを返上した後ハーミンソンが暫定王者決定戦に勝利し今回のマッチメイクになった経緯がある。なぜそのまま正王者決定戦ではなくあえて暫定王者決定戦になったのかは不明。
2004年4月7日、日本代表決定トーナメントでの戦いぶりが高い評価を受け、世界王座決定トーナメント開幕戦に推薦出場しマイク・ザンビディスと対戦。最終ラウンドでダウンを奪われ、3-0で判定負け。
2005年6月18日、IKUSA興行で輝浪と対戦。3Rで決着がつかず延長Rを戦い3-0の判定勝ちとなったが、試合後に集計ミスがあったとして、3R終了0-2の判定負けと裁定が覆った。この集計ミスや大会の管理不行き届きの責任を取り小澤進剛がプロデューサー職を辞任した。
2005年10月12日、K-1 WORLD MAX 2005 〜世界王者対抗戦〜でブラックマンバと対戦。1Rに左ストレートでダウンを奪われるも2Rにバックブローでダウンを奪い返し、最後は右ストレートでKO勝ち。K-1初勝利を挙げたHAYATOだが、試合後の会見では「今日をスタートと思いたい」と語った。
2006年は日本代表決定トーナメントに出場。準々決勝で安廣一哉に判定勝ちするも、準決勝ではTKOで勝ち上がってきたTATSUJIの前にスタミナ切れを起こし、判定負け。ベスト4に終わった。同年9月4日に行われたK-1 WORLD MAX 〜世界王者対抗戦〜ではウクライナの新星アルトゥール・キシェンコと対戦。延長まで縺れ込んだ接戦を判定で制した。
2008年2月2日、「K-1 WORLD MAX 2008 〜日本代表決定トーナメント〜」に出場。1回戦で龍二と対戦し、3Rまで互角の戦いを繰り広げ、2Rに奪ったダウンのポイントを護りきり判定勝ち。準決勝では前田宏行と対戦し、1Rにダウンを奪われるものの1R終了後、前田が右肘骨折の疑いでドクターストップによりTKO勝ち。決勝では城戸康裕と対戦し、ダウンの奪い合いとなり、KO負け。
2009年2月23日、K-1 WORLD MAX 2009 〜日本代表決定トーナメント〜に出場。HAYATOは、1回戦で長島☆自演乙☆雄一郎との対戦にのぞみ、「K-1とオタクの違いをみせる」とコメントするもスリーノックダウンにより2RKO負け。
2009年10月4日、RISE 59でスーツ姿でリングに上がり、11月22日の試合を最後に引退することを発表。「最後にどうしてもやりたい相手、倒したい相手がいるので、その選手とやらせてもらえればありがたいです」とアピールした。後日、その因縁（過去2戦2敗）のTATSUJIとの対戦が決定した。
2009年11月22日、RISE 60で行われた引退試合でTATSUJIと対戦し、判定負け。現役を引退した。
2010年5月、東京都目黒区鷹番（学芸大学駅）に自身のジム「HAYATO GYM」をオープンした。

## 人物
- 2005年にはドラマ「タイガー&ドラゴン」にキックボクサー役で出演した。
- ボクシングWBC世界フライ級王者内藤大助と合同練習を行うなど親交が深く、2008年2月2日のK-1中継では「内藤の盟友」と紹介され、内藤も会場で観戦した。

## 戦績
| キックボクシング 戦績 | キックボクシング 戦績 | キックボクシング 戦績 | キックボクシング 戦績 | キックボクシング 戦績 | キックボクシング 戦績 | キックボクシング 戦績 |
| --------------------- | --------------------- | --------------------- | --------------------- | --------------------- | --------------------- | --------------------- |
| 52 試合               | (T)KO                 | 判定                  | その他                | 引き分け              | 無効試合              |                       |
| 30 勝                 | 13                    |                       |                       | 2                     | 0                     |                       |
| 20 敗                 |                       |                       |                       | 2                     | 0                     |                       |

| 勝敗 | 対戦相手                                     | 試合結果                                     | 大会名                                                                                   | 開催年月日     |
| ×    | TATSUJI                                      | 3R終了 判定0-3                               | RISE 60 【HAYATO FINAL MATCH】                                                           | 2009年11月22日 |
| ×    | 長島☆自演乙☆雄一郎                           | 2R 0:36 KO（右ストレート）                   | K-1 WORLD MAX 2009 〜日本代表決定トーナメント〜 【1回戦】                                | 2009年2月23日  |
| ×    | 日菜太                                       | 3R終了 判定0-3                               | R.I.S.E. 51                                                                              | 2008年11月30日 |
| ○    | ヤン・カシューバ                             | 2R 2:51 KO（左ボディブロー）                 | R.I.S.E. 48 〜THE KING OF GLADIATORs '08〜 【スペシャルマッチ】                          | 2008年7月4日   |
| ×    | 城戸康裕                                     | 1R 1:07 KO（3ノックダウン：右ストレート）    | K-1 WORLD MAX 2008 〜日本代表決定トーナメント〜 【決勝】                                 | 2008年2月2日   |
| ○    | 前田宏行                                     | 1R終了時 TKO（ドクターストップ）             | K-1 WORLD MAX 2008 〜日本代表決定トーナメント〜 【準決勝】                               | 2008年2月2日   |
| ○    | 龍二                                         | 3R終了 判定2-0                               | K-1 WORLD MAX 2008 〜日本代表決定トーナメント〜 【1回戦】                                | 2008年2月2日   |
| ○    | 大野崇                                       | 3R 1:03 TKO（左フック）                      | シュートボクシング「無双〜MU-SO〜 其の四」                                               | 2007年9月30日  |
| ○    | 裕樹                                         | 3R終了 判定3-0                               | R.I.S.E. FLASH to CRUSH TOURNAMENT '07                                                   | 2007年6月17日  |
| ○    | キム・ソンウク                               | 3R終了 判定3-0                               | R.I.S.E. FIREBALL 1                                                                      | 2007年4月12日  |
| ×    | TATSUJI                                      | 3R終了 判定0-3                               | K-1 WORLD MAX 2007 〜日本代表決定トーナメント〜 【1回戦】                                | 2007年2月5日   |
| ○    | K.MAX                                        | 3R終了 判定3-0                               | R.I.S.E. DEAD or ALIVE TOURNAMENT '06                                                    | 2006年12月17日 |
| ○    | アルトゥール・キシェンコ                     | 延長R終了 判定3-0                            | K-1 WORLD MAX 2006 〜世界王者対抗戦〜                                                    | 2006年9月4日   |
| ×    | TATSUJI                                      | 3R終了 判定0-3                               | K-1 WORLD MAX 2006 〜日本代表決定トーナメント〜 【準決勝】                               | 2006年2月4日   |
| ○    | 安廣一哉                                     | 3R終了 判定3-0                               | K-1 WORLD MAX 2006 〜日本代表決定トーナメント〜 【1回戦】                                | 2006年2月4日   |
| ○    | ブラックマンバ                               | 2R 0:40 KO（右フック）                       | K-1 WORLD MAX 2005 〜世界王者対抗戦〜                                                    | 2005年10月12日 |
| ○    | ALI                                          | 2R 1:51 TKO（左まぶたのカット）              | IKUSA GP -U60 SUPERSTAR☆Z TOURNAMENT -FINAL STAGE- 【スーパーファイト】                  | 2005年9月19日  |
| ×    | 輝浪                                         | 3R終了 判定0-2                               | IKUSA GP -U60 SUPERSTAR☆Z TOURNAMENT -Opening Stage- 【スーパーファイト】                | 2005年6月18日  |
| ×    | 村浜武洋                                     | 3R 1:15 TKO（レフェリーストップ）            | K-1 WORLD MAX 2005 〜日本代表決定トーナメント〜 【1回戦】                                | 2005年2月23日  |
| ×    | ラムソンクラーム・スワンアハーンジャーヴィー | 5R終了 判定                                  | ラジャダムナン・スタジアム生誕記念興行 【ラジャダムナン・スタジアム ミドル級王座決定戦】 | 2004年12月23日 |
| ○    | ジャバン・ストジャノフスキー                 | 1R 0:36 KO（右ストレート）                   | FUTURE FIGHTER IKUSA 6 〜宙(SORA)〜GANGSTAR☆Z＠Velfarre                                  | 2004年11月28日 |
| ○    | ドーンダン・バイムーンガッチャーン           | 2R KO                                        | samuraiTV presents 日泰5対5対抗戦                                                        | 2004年10月3日  |
| ×    | ブラッド・エイド                             | 3R終了 判定1-2                               | IKUSA YOUNG GUNNERES 3 〜RETURNS〜                                                       | 2004年7月10日  |
| ×    | マイク・ザンビディス                         | 3R終了 判定0-3                               | K-1 WORLD MAX 2004 〜世界一決定トーナメント開幕戦〜 【1回戦】                            | 2004年4月7日   |
| ×    | 小比類巻貴之                                 | 3R終了 判定0-3                               | K-1 WORLD MAX 2004 〜日本代表決定トーナメント〜 【1回戦】                                | 2004年2月24日  |
| ○    | ジェレミー・ハーミンソン                     | 5R終了 判定3-0                               | FUTURE FIGHTER IKUSA 5 〜乱〜 MONKEYMAGIC 【UKF世界スーパーウェルター級王者決定戦】      | 2004年1月24日  |
| ○    | 濱崎一輝                                     | 3R終了 判定3-0                               | IKUSA "YOUNG GUNNERS2 by FUTURE FIGTHER IKUSA"                                           | 2003年11月16日 |
| ○    | 阿部勝                                       | 3R終了 判定3-0                               | FUTURE FIGHTER IKUSA 4 〜宴〜 FIREWORKS                                                  | 2003年8月30日  |
| ×    | 雷暗暴                                       | 3R終了 判定0-3                               | FUTURE FIGHTER IKUSA 3 〜特攻〜 BROKEN ARROW                                             | 2003年6月8日   |
| ×    | 清水貴彦                                     | 3R終了 判定0-2                               | K-1 WORLD MAX 2003 〜日本代表決定トーナメント〜 【リザーブファイト】                     | 2003年3月1日   |
| ×    | タッパヤー・クロスポイントジム               | 3R終了 判定0-2                               | IKUSA 「YOUNG GUNNERS by FUTURE FIGTHER IKUSA」                                          | 2003年2月16日  |
| ○    | 北野ユウジ                                   | 判定3-0                                      | 山木                                                                                     | 2003年1月19日  |
| ×    | レームトー・チャイヤプーム                   | 判定0-2                                      | タイ                                                                                     | 2002年12月1日  |
| ○    | DAVID                                        | 延長1R 0:50 TKO（ドクターストップ）          | Future Fighter IKSA その弐 秋の陣「雷襲」                                                | 2002年10月27日 |
| ○    | 犬走健二                                     | 2R 0:56 TKO（2ノックダウン：右ミドルキック） | マーシャルアーツ日本キックボクシング連盟 「GROUND ZERO PT4」                             | 2002年8月11日  |
| ○    | 永田健一                                     | 3R 2:33 KO                                   | マーシャルアーツ日本キックボクシング連盟                                                 | 2002年7月21日  |
| ×    | ナルンチャイ・タニヤマ                       | 3R終了 判定0-3                               | IKUSA「-初陣- Kick vs. Techno」                                                          | 2002年6月16日  |
| ○    | 俊太郎                                       | 5R終了 判定3-0                               | マーシャルアーツ日本キックボクシング連盟 「SHIMOKITA GROUND ZERO」                       | 2002年4月20日  |
| ○    | 岩井知宏                                     | 3R終了 判定3-0                               | KAKUMEIプロジェクト KAKUMEI KICK BOXING 第2弾                                            | 2002年3月24日  |
| ×    | 小次郎                                       | 3R終了 判定0-3                               | K-1 WORLD MAX 2002 〜日本代表決定トーナメント〜 【リザーブファイト】                     | 2002年2月11日  |
| ○    | （タイ）                                     | 不明                                         | 不明                                                                                     | 不明           |
| ×    | メルチョ・メノー                             | 5R終了 判定0-2                               | ターゲットオフィス「SPARKS-STAGE.1」                                                     | 2001年10月18日 |
| △    | 久保坂左近                                   | 5R終了 判定0-1                               | Wolf Revolution 〜Third Wave〜                                                           | 2001年6月22日  |
| ×    | スレイマノフ・マゴメド                       | 3R終了 判定0-2                               | 掣圏道 SWAアルティメットボクシング                                                       | 2001年5月12日  |
| ×    | フランシス・イタイ                           | 5R終了 判定0-3                               | K-1 WORLD GP 2001 イタリア大会                                                           | 2001年4月21日  |
| ○    | イゴール                                     | 1R 1:24 KO                                   | Wolf Revolution 〜Second Wave〜                                                          | 2001年1月12日  |
| △    | 荻野兼司                                     | 3R終了 判定0-0                               | マーシャルアーツ日本キックボクシング連盟 「COMBAT-2000」ミレニアム・スペシャル           | 2000年11月11日 |
| ○    | 岩盾知篤                                     | 3R終了 判定3-0                               | マーシャルアーツ日本キックボクシング連盟 「MILLENNIUM CHAMPION CARNIVAL」                | 2000年10月6日  |
| ○    | パンサー・トヨタ                             | 2R終了時 TKO                                 | マーシャルアーツ日本キックボクシング連盟 「COMBAT-2000 王道 II」                         | 2000年9月3日   |
| ○    | 吉田琢人                                     | 1R 1:36 KO                                   | マーシャルアーツ日本キックボクシング連盟 「GRADIATORS II」                               | 2000年6月4日   |
| ○    | 犬走健二                                     | 3R終了 判定3-0                               | マーシャルアーツ日本キックボクシング連盟 「第3回梶原一騎杯キックガッツ2000 COMBAT-2000」 | 2000年5月26日  |

## 獲得タイトル
- アマチュア
  - 第1回アマキック全日本選手権大会ミドル級優勝、最優秀賞受賞（日本アマチュアキックボクシング連盟主催・2000年3月）
- プロ
  - UKF世界スーパーウェルター級王座（0度防衛）
  - K-1 WORLD MAX 2008 〜日本代表決定トーナメント〜 準優勝